# Port lotniczy Kuala Terengganu
Port lotniczy Kuala Terengganu (IATA: TGG, ICAO: WMKN) – port lotniczy położony 15 km od Kuala Terengganu, w stanie Terengganu, w Malezji.